# Henry Percy Douglas
Vice-Almirall Sir Percy Douglas KCB CMG FRGS FRAS AICE (1 de novembre de 1876 – 4 de novembre de 1939) va ser un oficial naval britànic especialitzat en hidrografia i topografia de la Marina.
El 1917 va idear l'Escala Douglas de l'estat de la mar. De 1928 a 1932 va ser el representant de la Navy en el Discovery Committee per l'exploració de l'Antàrtida.
Àlgunes característiques geogràfiques de l'Antàrtida porten el seu nom: la Serralada Douglas, Illes Douglas i Estret de Douglas.